# Metopius notabilis
Metopius notabilis är en stekelart som beskrevs av Morley 1912. Metopius notabilis ingår i släktet Metopius och familjen brokparasitsteklar. Inga underarter finns listade i Catalogue of Life.